# Bulbophyllum gracile
Bulbophyllum gracile är en orkidéart som beskrevs av Louis Marie Aubert Du Petit-Thouars. Bulbophyllum gracile ingår i släktet Bulbophyllum och familjen orkidéer.
Artens utbredningsområde är Mauritius. Inga underarter finns listade i Catalogue of Life.